# Никулден
Никулден е един от важните православни празници. Посветен е на свети Николай Чудотворец, който се почита като избавител на пленниците и покровител на моряците, пътешествениците, търговците и банкерите. Празникът се отбелязва на 6 декември. В Русия денят е известен като Зимен Николай (на руски Никола Зимний).
Денят е всенароден празник и се чества и в семействата, в които няма именик. В традицията на празничната маса се сервират рибни ястия, най-често – пълнен шаран с орехи.
Освен на 6 декември Никулден се празнува и на 9 май, когато е т.нар. Летен Никулден. На 9 май Православната църква чества пренасянето на мощите на св. Никола(ѝ) Мирликийски от гр. Мира (Мала Азия) в гр. Бари (Италия). През 1077 г. гр. Мира е бил завладян от селджукските турци. За да не бъдат поругани светите му мощи, светецът в съновидение разпоредил на един свещеник от гр. Бари да пренесе мощите му в своя град, където живеело компактно гръцко население. Това станало на 9 май 1087 година. През 1139 г. в гр. Бари е бил построен храм, посветен на св. Никола, където и до днес почиват мощите на великия светител. Този църковен празник в България е известен като „летни Свети Никола“.

## Свети Никола
На 6 декември Българската православна църква отбелязва празника на Свети Никола (Hикулден). Св. Никола е роден в гр. Патара. Според преданията той е човекът, който незабелязано подхвърля кесии със злато в дома на обеднял баща и той омъжва трите си дъщери. На него се приписват и много чудеса, избавящи моряците и пътуващите по море от водните стихии. Умира през 342 г. в гр. Мира, Ликия, в югозападна Мала Азия. През 1087 г. мощите на св. Никола̀ са пренесени в Бари, Италия, където се намират и сега, съхранявани в построена за целта базилика, наречена на името на светеца.
В българската православна традиция светецът Николай, чието име означава „Побеждаващ“, се почита и като патрон на рибарите. Според народно-християнския мит за подялбата на света, нему се паднали моретата, реките, езерата. Той е господар на целия подводен свят – рибите и водните демони. На този ден се украсяват коледните елхи, а на трапезата се поднася риба, чието тяло е покрито с люспи (най-често това е пълнен шаран).
В католическите страни на този ден вечерта на децата се правят малки подаръци, които се скриват в обувки или чорапи, за да ги намерят на сутринта. Този обичай води началото си от славата на светеца като дарител на бедните.

## България
В България празникът се отбелязва и като имен ден на хората, чиито имена са производни или близки до името Николай – Никола, Нейчо, Николина, Николета, Нина, Кольо, Ница и др. На празника, за да уважат именника в дома му, идват близки, приятели и познати, които не е задължително да са били поканени предварително. Около 200 000 души са именниците в страната през 2020 г. Най-често срещаните имена са Николай (95 123 души), Никола (39 613 души) и Николина (15 305 души).